# Sandy Park
Sandy Park Conference & Banqueting Centre, più informalmente Sandy Park, è un centro convegni multifunzione di Exeter, nella contea inglese del Devon, il cui fulcro è uno stadio di rugby a 15 che ospita gli incontri interni della formazione di Premiership degli Exeter Chiefs.
Inaugurato nel 2006, lo stadio è tra i più giovani del rugby professionistico inglese ed è capace di circa 13 600 posti; fu scelto dal comitato organizzatore della RFU per ospitare alcune gare della Coppa del Mondo di rugby 2015.

## Storia
Storicamente l'Exeter disputava i suoi incontri interni al Country Ground, impianto di circa 5 200 posti risalente alla fine del XIX secolo, che tuttavia, dopo la promozione in seconda divisione nazionale era divenuto sempre più insufficiente a contenere il pubblico, tanto da far considerare al club la coabitazione con la locale squadra di calcio dell'Exeter City, tenutaria del St James Park, stadio concittadino di circa 9 000 posti, nelle more dell'ultimazione del nuovo impianto in costruzione.
Il 1º settembre 2006 il nuovo stadio fu inaugurato; all'epoca dell'apertura poteva ospitare 10 744 spettatori il che indusse il proprietario del club Tony Rowe, anche alla luce dei maggiori introiti dovuti al passaggio di serie (quasi otto milioni e mezzo di sterline a fronte di circa la metà incassata nell'ultima stagione in RFU Championship) ad avviare un programma di ampliamento della capacità dello stadio a circa 20 000 posti, in parallelo all'incremento della ricettività del centro congressi annesso al campo di gioco.
Dopo essere stato preselezionato e, successivamente, scelto quale sede di alcuni incontri della fase a gironi della Coppa del Mondo di rugby 2015 organizzata dall'Inghilterra, a dicembre 2013 giunse anche l'approvazione del piano di estensione dell'impianto a 20 600 posti, finanziato tramite una pubblica sottoscrizione di obbligazioni.
Nelle more del definitivo ampliamento la struttura, capace di 12300 spettatori, ospitò due incontri della Namibia, contro Tonga e Georgia, e uno dell'Italia, contro la Romania, nella Coppa del Mondo di rugby 2015.

## Incontri internazionali di rilievo

### Rugby a 15
| Arbitro: | Romain Poite |

|                                        |      |                               |
| Sarto 10’ Gori 24’ Allan 39’ Zanni 46’ | mt   | 66’, 78’ Apostol 75’ Poparlan |
| Allan 24’, 39’, 46’                    | tr   | 66’, 75’ Vlaicu               |
| Allan 16’, 70’                         | c.p. | 5’ Vlaicu                     |